# Ernst J. Kiphard

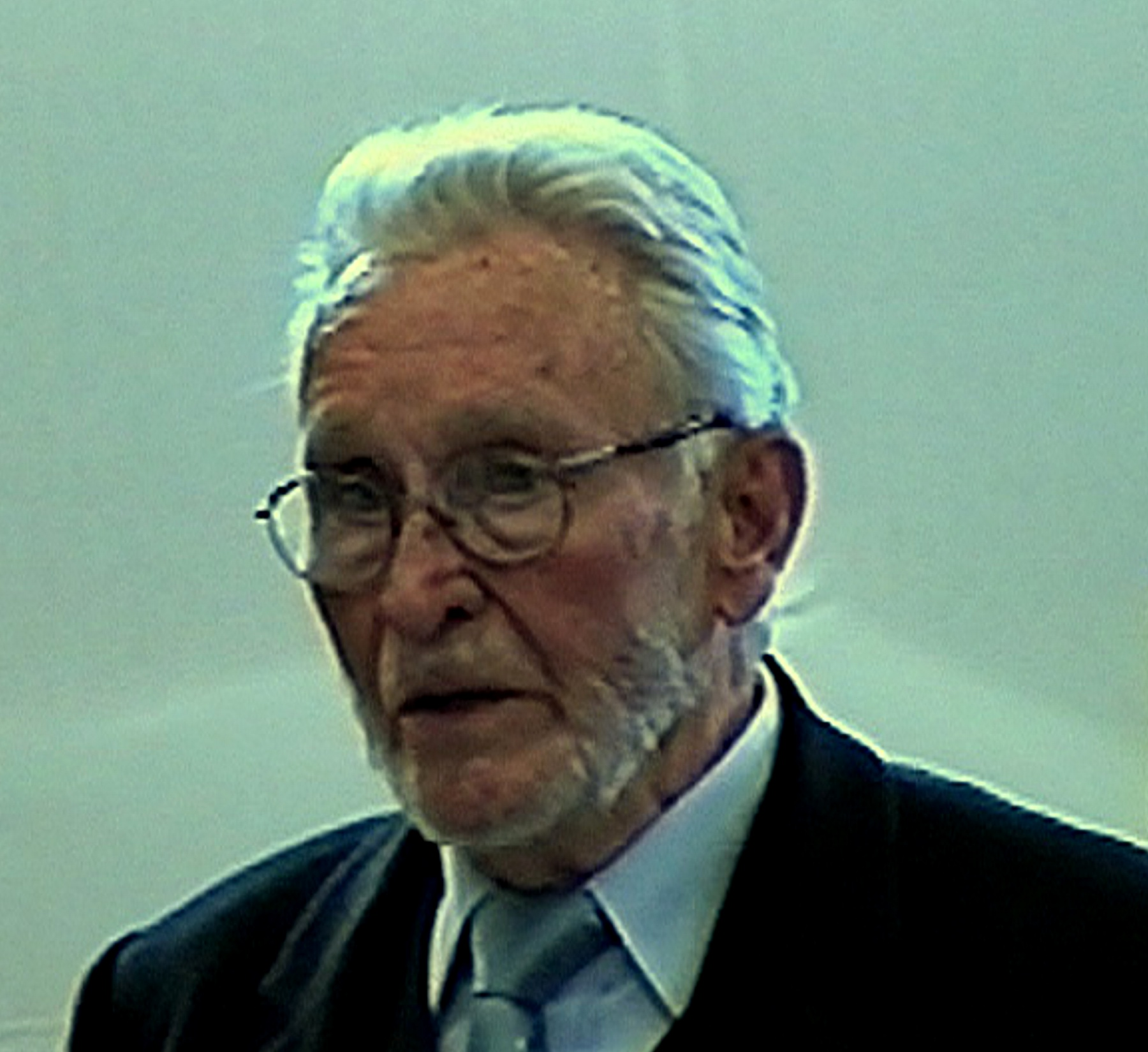
Ernst „Jonny“ Kiphard, 2002 in Mariaberg

Ernst J. („Jonny“) Kiphard (* 1. Dezember 1923 in Eisenach, Thüringen; † 27. Juli 2010 in Rosbach vor der Höhe) war ein deutscher Sportpädagoge. Er gilt als Begründer und Nestor der deutschen Psychomotorik.

## Leben
Ernst Kiphard wuchs in Eisenach auf, wo er die Volksschule und 1932–1940 das Real-Reform-Gymnasium „Ernst-Abbe-Schule“ besuchte und mit dem Abitur abschloss.
Im Zweiten Weltkrieg war Kiphard ab 1940 Marinesoldat in einem U-Boot und Kampfschwimmer. Während der britischen Kriegsgefangenschaft 1945–1946 gründete er ein Varieté.
Nach dem Zweiten Weltkrieg erfüllte er sich einen Jugendtraum: 1947–1950 trat er als Fänger der Artistengruppe „Swiss-Stars“ sowie als Clown und Zauberer im Zirkus Holzmüller und Althoff auf.
1951–1953 arbeitete er als Angestellter bei der British European Airways in Hamburg und besuchte die Heilpädagogische Schule (HPS) in Zürich.
1953–1957 studierte der an der Deutschen Sporthochschule Köln die Fächer Sport, Psychologie und Pädagogik. Die Begegnung mit behinderten Kindern während eines Praktikums bewog ihn, seinen Plan zur Gründung einer Artistenschule aufzugeben und sich um schwache und ungeschickte Kinder zu kümmern.
Nach dem Sportstudium war er etwa 25 Jahre lang als Diplom-Sportlehrer, Bewegungspädagoge und -therapeut in der Kinder- und Jugendpsychiatrie in der Klinik für Jugendpsychiatrie in Gütersloh und am Westfälischen Institut für Jugendpsychiatrie und Heilpädagogik in Hamm tätig. Mit Helmut Hünnekens, Friedhelm Schilling und anderen machte er die Psychomotorik bekannt, und es entstanden der Aktionskreis Psychomotorik, die Ausbildungsgänge zum Motologen und Motopäden sowie viele psychomotorische Vereine in ganz Deutschland.
1976 wurde er promoviert, 1980 zum Professor für Sportpädagogik an die Johann Wolfgang Goethe-Universität in Frankfurt am Main berufen und 1989 emeritiert.
Nach seiner Emeritierung referierte er auf internationalen Kongressen, führte Lehrveranstaltungen für Multiplikatoren durch und sorgte in vielen Engagements und Veröffentlichungen für die Verbreitung der psychomotorischen Idee.

## Werk
Ernst Jonny Kiphard wird in Deutschland auch "Vater der Psychomotorik" genannt, weil er seit den 1950er Jahren unterschiedliche pädagogische und therapeutische Ansätze zu einem Konzept "Psychomotorik" verschmolzen hat. Dabei flossen Ansätze und Erfahrungen führender Entwicklungsdiagnostikern und Therapeuten wie der Rhythmikerin Charlotte Pfeffer – von der er sich persönlich weiterbilden ließ –, der Kinderpsychologin Jean Ayres, der Therapeutin Marianne Frostig, des Kinderpsychiaters Helmut Hünnekens, des Motologen Friedhelm Schilling und der Kinderärztin Inge Flehmig – mit denen er in regem fachlichen Austausch stand – in sein Konzept ein. Seine Idee ist von einer starken Praxisrelevanz gekennzeichnet.
Kern seiner Arbeit war der im Humor getragene, reflexive Abstand zu sich selbst. In diesem Zwischenraum entfaltete sich die psychomotorische Arbeit. Aktuelle Strömungen in der psychomotorischen Diskussion nehmen diese Grundideen Kiphards auf und entwickeln sie weiter.
Er entwickelte eine "psychomotorische Übungsbehandlung" an der Klinik für Jugendpsychiatrie in Gütersloh, war Leiter des DFG-Forschungsauftrages „Das Syndrom motorischer Fehlleistungen bei frühkindlich Hirngeschädigten“, entwickelte und konstruierte den Trampolin-Körperkoordinationstest (TKT) und den Körperkoordinationstest für Kinder (KTK) und veröffentlichte das Sensomotorischen Entwicklungsgitter als diagnostisches Screening-Verfahren für 0- bis 4-jährige Kinder.
Kiphards zahlreiche Publikationen zur Bewegungstherapie und Psychomotorik brachten ihm Anerkennung und Einladungen zu Lehraufträgen, Workshops, Diskussionen, Gastvorträgen und Gastprofessuren in Japan, Korea und den USA ein.

## Ehrungen
- 1990 wurde er für seinen jahrelangen Einsatz zum Wohle behinderter Menschen mit dem Bundesverdienstkreuz am Bande ausgezeichnet.
- 1992 wurde das "Förderzentrum E.J. Kiphard – Rheinische Modelleinrichtung für Psychomotorik" in Bonn eröffnet.
- 2007 wurde erstmals die ihm gewidmeten Medaille, die Ernst J. Kiphard-Medaille, verliehen.
- 2009 erfolgte die Gründung der Stiftung E.J.Kiphard – Stiftung für Psychomotorik

## Publikationen
- Psychomotorik und Familie – psychomotorische Förderpraxis im Umfeld von Therapie und Pädagogik. Modernes Lernen, Dortmund 1995, ISBN 3-8080-0352-9.
- Unser Kind ist ungeschickt – Hilfen für das bewegungsauffällige Kind. 4. Auflage, E. Reinhardt, München und Basel 1996, ISBN 3-497-01404-4.
- Motopädagogik. 9. Auflage, Modernes Lernen, Dortmund 2001, ISBN 3-8080-0486-X.
- Wie weit ist ein Kind entwickelt? – Eine Anleitung zur Entwicklungsüberprüfung. 11. Auflage, Modernes Lernen, Dortmund 2002, ISBN 3-8080-0506-8.
- Posthum veröffentlicht: Die Abenteuer des cleveren Jens Troll – Ein spannendes Buch für Kinder im Schulalter von Jonny Kiphard – Herausgegeben von der Stiftung E. J. Kiphard – Stiftung für Psychomotorik, Bonn 2023, ISBN 978-3-00-076157-7